# Beaumont, Vienne
Beaumont är en kommun i departementet Vienne i regionen Nouvelle-Aquitaine i västra Frankrike. Kommunen ligger i kantonen Vouneuil-sur-Vienne som tillhör arrondissementet Châtellerault. År 2018 hade Beaumont 1 860 invånare.

## Befolkningsutveckling
Antalet invånare i kommunen Beaumont
| Referens: INSEE |